# Stephanie Catley
Stephanie-Elise Catley, detta Steph (Melbourne, 26 gennaio 1994), è una calciatrice australiana, difensore dell'Arsenal e della nazionale australiana.

## Carriera

### Nazionale
Dopo aver giocato nelle formazioni giovanili Under-17 e Under-20 della nazionale australiana , Steph Catley viene selezionata per vestire la maglia della nazionale maggiore dal 2012 dove debutta, assieme all'amica di infanzia Ashley Brown, nel giugno di quell'anno in una partita disputata contro Nuova Zelanda. Sigla la sua prima rete con la maglia delle Matildas il 22 novembre successivo, nell'incontro vinto su Hong Kong nell'edizione 2013 della Coppa dell'Asia orientale femminile.
Il 12 maggio 2015 la Federcalcio australiana la inserisce ufficialmente nella rosa delle atlete a disposizione del selezionatore Alen Stajcic per il Mondiale di Canada 2015. Durante il torneo Catley disputa da titolare tutte le partite della nazionale.

## Curiosità
L'atleta venne scelta da Electronic Arts come testimonial per l'edizione oceaniana del videogioco di calcio FIFA 16, affiancando Lionel Messi nella copertina.

## Palmarès

### Club

#### Competizioni nazionali
- Campionato australiano: 4

Melbourne Victory: 2013-2014
Melbourne City: 2015-2016, 2016-2017, 2019-2020
- FA Women's League Cup: 2

Arsenal: 2022-2023, 2023-2024

#### Competizioni internazionali
- UEFA Women's Champions League: 1

Arsenal: 2024-2025

### Nazionale
- AFF U-16 Women's Championship: 1

Campione: 2009
- Cup of Nations: 2

2019, 2023

### Individuale
- Calciatrice FFA dell'anno under 20: 2

2012, 2013